# LA4
LA4, vlastním jménem Martin Somr (* 13. března 1980 Praha) je přední český rapper a graffiti writer. Pod jménem pseudonymem Gyzmo Lava působí také jako malíř.
Je bývalým členem rappového složení Indy & Wich, se kterými však dodnes koncertuje. Byl také členem projektu Nadzemí společně s rapperem Jamesem Colem a Mikem Trafikem. Často spolupracoval s rappery jako Hugo Toxxx nebo Vladimir 518. Byl dlouholetým členem dnes již neexistujícího hudebního labelu Bigg Boss, ze kterého po neobjasněných neshodách v roce 2017 odešel. V roce 2021 obnovil spolupráci se skupinou PSH, se kterými příležitostně koncertuje. 
V roce 2022 oznámil konec rapové kariéry a věnuje se pouze výtvarnému umění. Jeho poslední album je Panorama z roku 2014, které udělal spolu s DJ Wichem. Byť oznámil konec rapové a hudební kariéry, v roce 2023, téměř 10 let po vydání jeho posledního alba, se objevil jako host na albu DJ Wiche : Cestovní horečka 4, což by mohlo znamenat obnovení jeho hudební kariéry.[zdroj?]

## Hudební kariéra
Jeho prvními oficiálně vydanými skladbami byly spolupráce na písních Léto a Indyviduál Remix I. se skupinou Indy & Wich, obě vznikly v roce 2000. Do šíršího povědomí se však dostal díky skladbě Praha od skupiny PSH, která vyšla nejprve samostatně jako singl, později však v rámci alba Repertoár. V roce 2002 se podílel na prvním albu uskupení Indy & Wich My 3, kde se objevuje na 8 z celkových 17 tracků. V roce 2004 vydal dvojsingl El Á Pro a Na světlo denní, na kterém se objevil i rapper Phat (dnes James Cole). V roce 2005 se objevil společně s rapperem Orionem na tracku Čo tu máme dnes ? od slovenské skupiny Drvivá menšina. V roce 2006 se stal členem labelu Bigg Boss a objevil se zároveň na druhém albu skupiny PSH Rap n' Roll, a to ve skladbě neutečeš. V roce 2007 vydal své první album s názvem Panoptikum, na kterém se objevila řada hostů, především z labelu Bigg Boss. Za toto album získal ocenění Anděl 2007 v kategorii R'n'b & hip-hop.
V roce 2008 hostoval na albech Huga Toxxxe a Vladimira 518. V následujících letech hostoval na obou kompilací H.P.T.N od Mikea Trafika. V roce 2010 vydal své druhé sólové album s názvem Gyzmo s několika novými hosty jako například Marat či MAAT i s rappery z labelu Bigg Boss. V roce 2012 spoluzaložil společně s Mikem Trafikem a Jamesem Colem projekt Nadzemí, které vydalo jedinou desku a to EP Nadzemí. V roce 2014 vydal společně s DJem Wichem zatím své poslední album Panorama, na kterém se objevila spousta nových spoluprací a featů jako například Separ, Paulie Garand nebo Mooza. Album bylo nominováno na Cenu Anděl 2014 v kategorii Hip hop.
V roce 2016 se společně s rapperem Restem objevil jako host na skladbě Konspirační praxe od skupiny Prago Union na desce Smrt žije. V červenci 2017 po neobjasněných neshodách odešel z labelu Bigg Boss. Zatím jeho poslední nahrávka vyšla v roce 2018 společně s členem Prago Union Katem - Dámy prominou. LA4 stále koncertuje se skupinou Indy & Wich. V roce 2021 se po 5 letech objevil na pódiu na poslední Bigg Boss Náplavce společně s PSH, se kterými opět spolupracuje a příležitostně se účastní jejich koncertů. V roce 2022 oznámil, že končí s hudební kariérou v pořadu ON AIR live. V roce 2023, téměř 10 let po vydání posledního alba, se objevil jako jediný host na albu DJ Wiche s názvem Cestovní horečka 4, což vyvolalo mnohé překvapení, jelikož LA4 v roce 2022 oznámil konec rapové kariéry. 

## Diskografie
- Indy & Wich + LA4 - My 3 (2002)

- LA4 - El Á Pro/Na světlo denní (2004)
- LA4 - Panoptikum (2007)
- LA4 - Gyzmo (2010)
- LA4, James Cole & Mike Trafik - Nadzemí (2012)
- LA4 & DJ Wich - Panorama (2014)

#### Indy & Wich + LA4 - My 3 (2002)
1. Intro
2. Síla slova (feat. Eldo & LA4)
3. Téma
4. Skit
5. Noc je 1/2 (feat. Vec & Rytmus)
6. My 3 (feat. LA4)
7. Mit ci nemit (Spravnej beat) [feat. DJ ALI]
8. Skit 2
9. Bratři v rýmu (feat. Dr. Kary & LA4)
10. V jazycích propleteni (feat. LA4)
11. Skit 3
12. Otázky a odpovědi (feat. LA4)
13. D Jay (feat. DJ ALI & LA4)
14. Skit 4
15. Pohyb 2 (feat. LA4)
16. Cesta štrýtu (feat. PSH & LA4) [02 Remix]
17. Outro

#### LA4 - El Á Pro/Na světlo denní (2004)
1. El Á Pro
2. Na světlo denní (feat. James Cole)
3. El Á Pro ( DJ Wich Remix)
4. Na světlo denní (feat. James Cole) [Remix]

#### LA4 - Panoptikum (2007)
1. Intro
2. Panoptikum
3. Hurikán (feat. PSH)
4. Další otázky
5. Je tu backstage ? (feat. Vec)
6. V terénu
7. Knowhow (feat. Indy)
8. Gyzmo vs. X-Kmen (feat. Vladimir 518)
9. Na váhách
10. Mánie (feat. Supercrooo)
11. Krach
12. Všechno zlý je k něčemu dobrý (feat. Pio squad)
13. Je tu backstage ? (feat. Vec) [Remix]
14. Outro

#### LA4 - Gyzmo (2010)
1. Normon (feat. Marat)
2. Moji psi telefon nenosí
3. R.S.K (feat. Hugo Toxxx)
4. Něco jako klid, Crack (feat. James Cole)
5. Pevný bod
6. Na hraně (feat. Vladimír 518)
7. Nástrahy periférie
8. Hamburger music (feat. Indy)
9. Rap u ohně
10. W. Foster
11. Be wrong sometimes (feat. Nironic)
12. Poslední lov
13. Chléb náš vezdejší (feat. Hugo Toxxx & Vladimír 518)

#### LA4, James Cole & MIke Trafik - Nadzemí (2012)
1. Nadzemí
2. Nekonečnej apetit
3. Sft
4. Sítě
5. Parazit
6. Trochu jsem si ulít (feat. Vladimír 518)
7. Proč je to kak ?
8. Platim předem

#### LA4 & DJ Wich - Panorama (2014)
1. Intro
2. Denně (feat. Separ & Martin Svátek)
3. Tam kam patřim
4. Zlato v bahně (feat. Vladimír 518)
5. Volnej spád (feat. James Cole)
6. Energie (feat. Paulie Garand & Elpe)
7. Můj čas (feat. Mooza)
8. Šťastnou cestu (feat. Supa & Martin Madej)
9. Krásní lidé (feat. Hugo Toxxx)
10. Neskonale mužný
11. Vim kde bydlim (feat. Refew)
12. Šok nula (feat. Filip Konvalinka)
13. Poslední případ
14. Outro

## Filmografie
- Indy & Wich - Kids on the Click tour (2007)
- 20ERS (2008)
- Česká RAPublika (2008)